# کلیسای جامع اسپو
کلیسای جامع اسپو (فنلاندی: Espoon tuomiokirkko , سوئدی: Esbo domkyrka) یک کلیسای سنگی قرون وسطایی در اسپو فنلاند و مقر اسقف اسپو کلیسای انجیلی لوتری فنلاند است. این کلیسای جامع در ناحیه اسپون کیسکوس، نزدیک رودخانه اسپونیوکی واقع شده‌است. قدیمی‌ترین قسمت‌های کلیسا در دهه ۱۴۸۰ تکمیل شد و بنابراین قدیمی‌ترین ساختمان حفظ‌شده در شهر است. این کلیسا در سال ۲۰۰۴ پس از جدا شدن اسقف اسپو از اسقف هلسینکی به کلیسای جامع تبدیل شد. محوطه کلیسای جامع شامل یک قبرستان، یک نمازخانه و یک سالن اجتماع است که در سال ۱۹۹۵ تکمیل شد.

## تاریخ
این کلیسا در ابتدا در اواخر قرن پانزدهم توسط یک «معمار ناشناس اهل اسپو»  طراحی و بین سالهای ۱۴۸۵ و ۱۴۹۰ تحت نظارت او ساخته شد. تنها قسمت‌های باقی‌مانده از کلیسای قرون وسطایی، قسمت‌های شرقی و غربی شبستان است. اتاق اسلحه بین سال‌های ۱۸۰۴ و ۱۸۰۶ برداشته شد و برخی از بخش‌های دیگر کلیسا، از جمله گنبد اصلی، بین سال‌های ۱۸۲۱ و ۱۸۲۳ زمانی که ساختمان به کلیسای صلیبی بزرگ‌تر تبدیل شد، جدا شد.
طاق‌ها و دیوارهای قسمت‌های قدیمی‌تر کلیسای جامع با نقاشی‌های دیواری تزئین شده‌اند که عمدتاً در دهه ۱۵۱۰ نقاشی شده‌اند، که هم صحنه‌های کتاب مقدس و هم رویدادهای زندگی روزمره مردم را به تصویر می‌کشد. این نقاشی‌ها در قرن هجدهم پوشانده شدند، زیرا تصور می‌شد «خرافه» هستند، اما دوباره در طی بازسازی‌ها سال ۱۹۳۱ ترمیم و ظاهر شدند. برج ناقوس کلیسای جامع در سال ۱۷۶۷ تکمیل شد و قسمت بالای آن بین سالهای ۱۸۶۸ و ۱۸۶۹ بازسازی گردید.

## نگارخانه

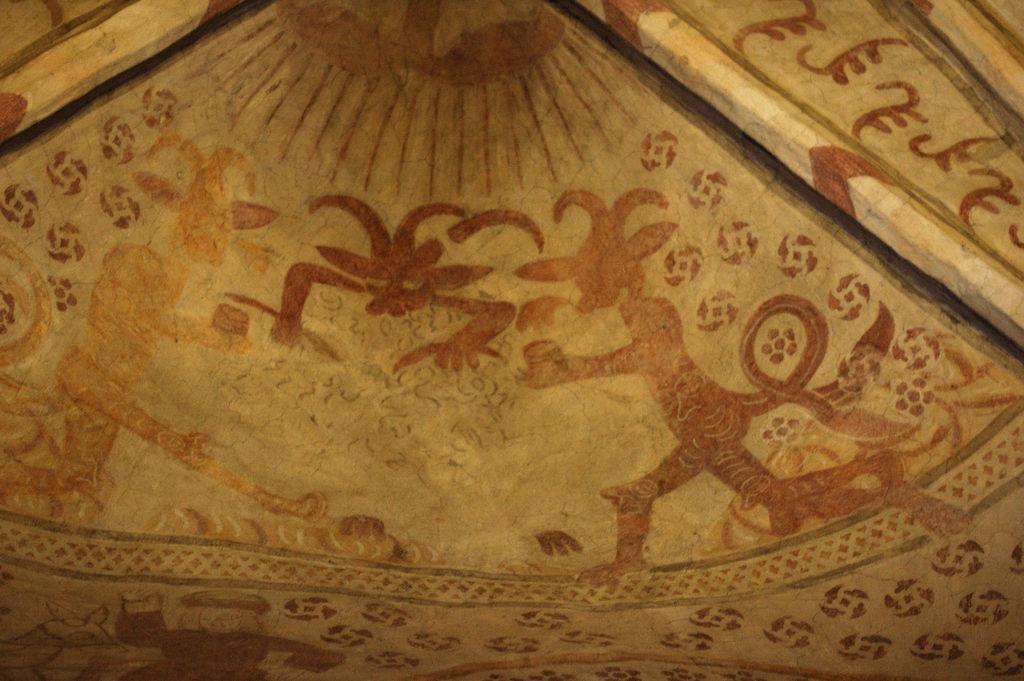
نقاشی دیواری
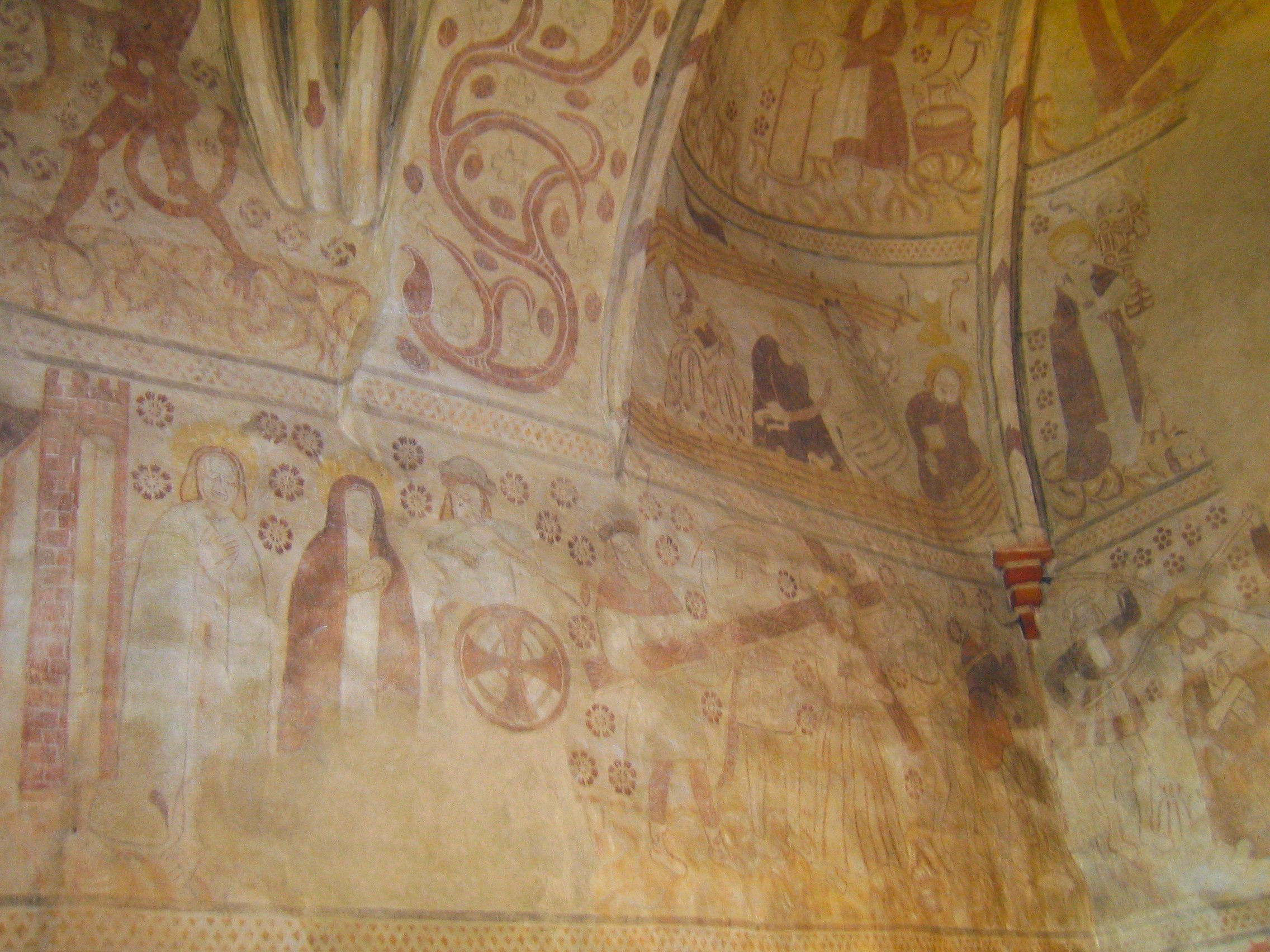
نقاشی‌های دیواری
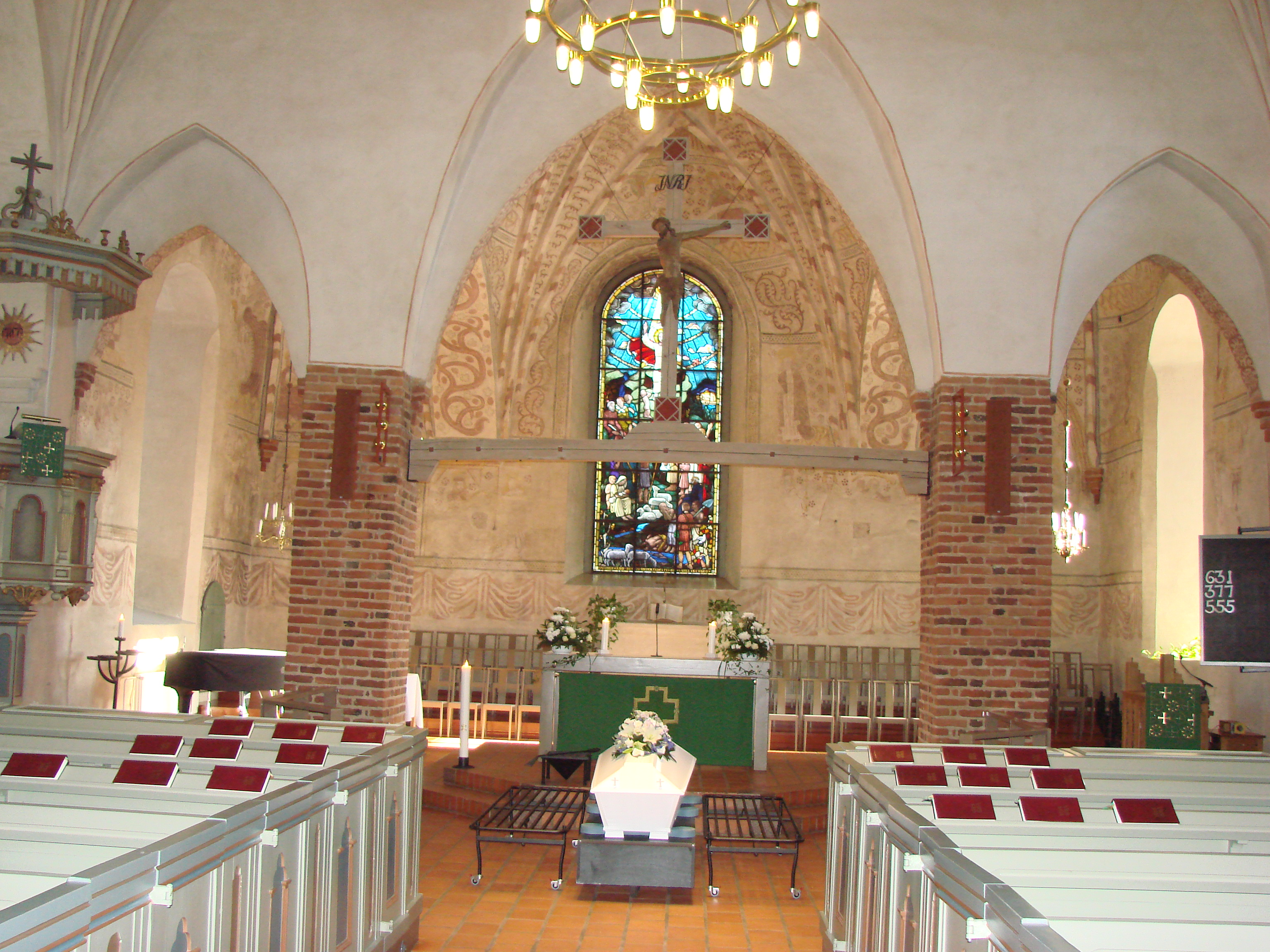
معماری داخلی
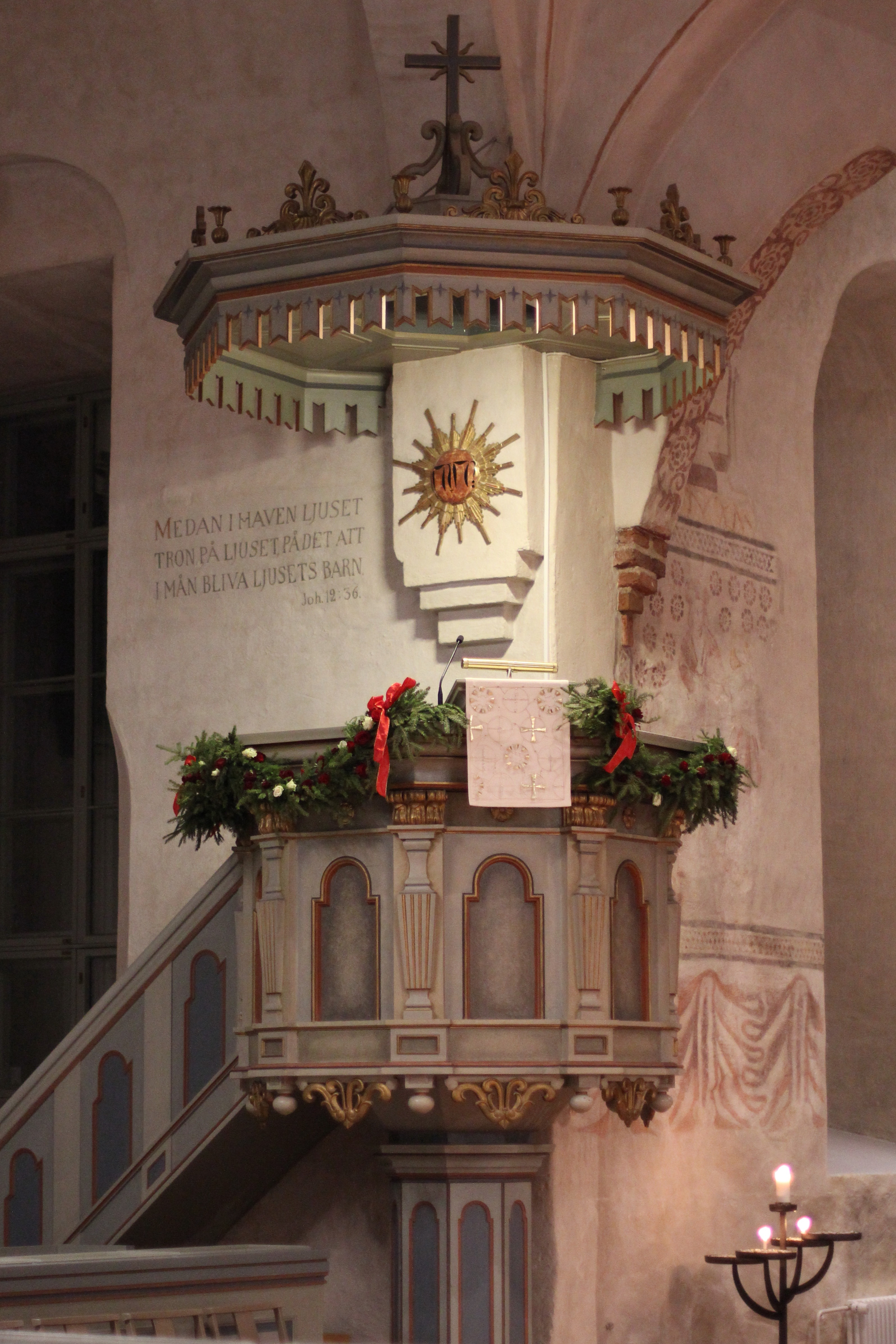
کرسی وعظ
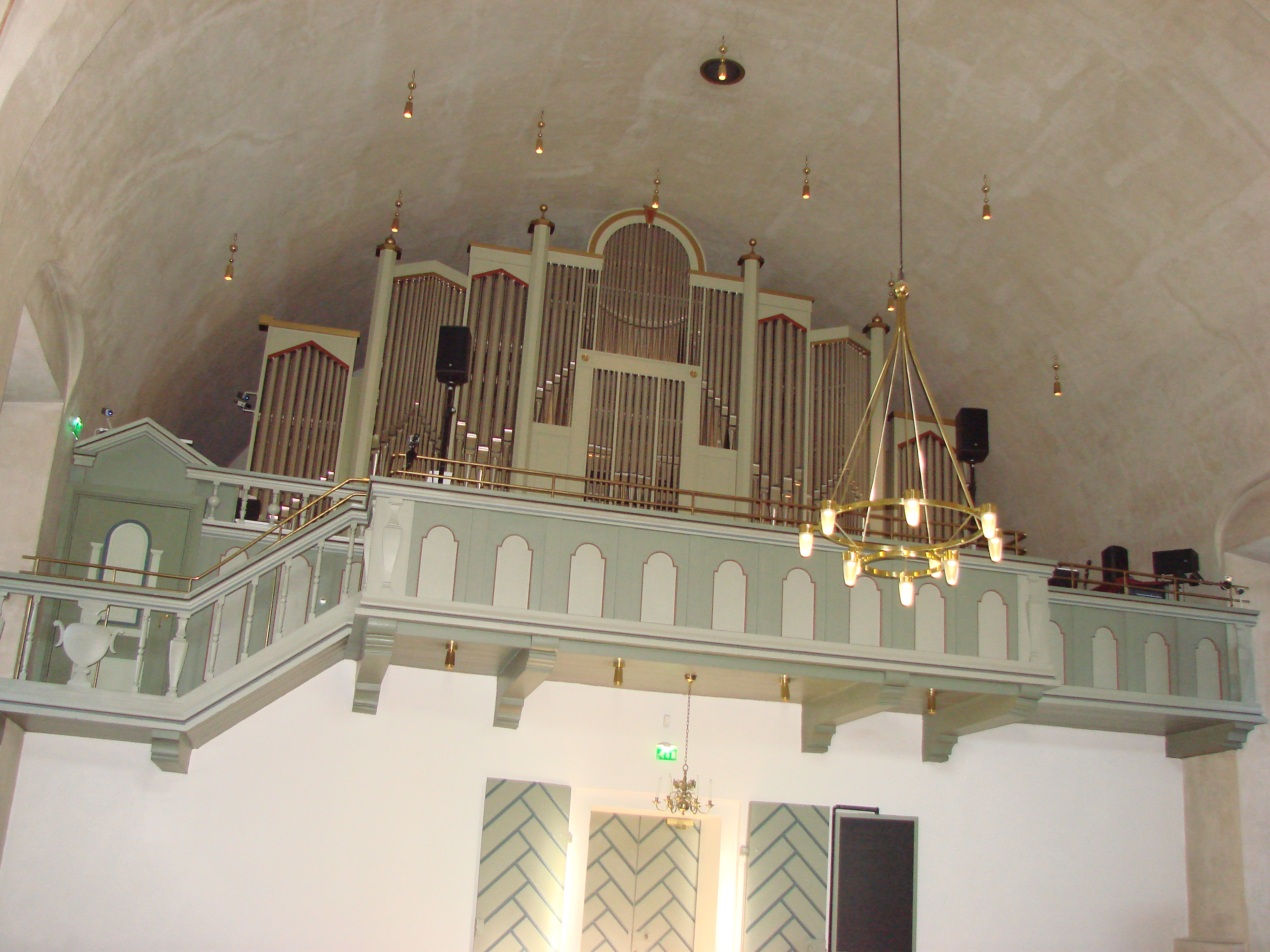
نشیمنگاه
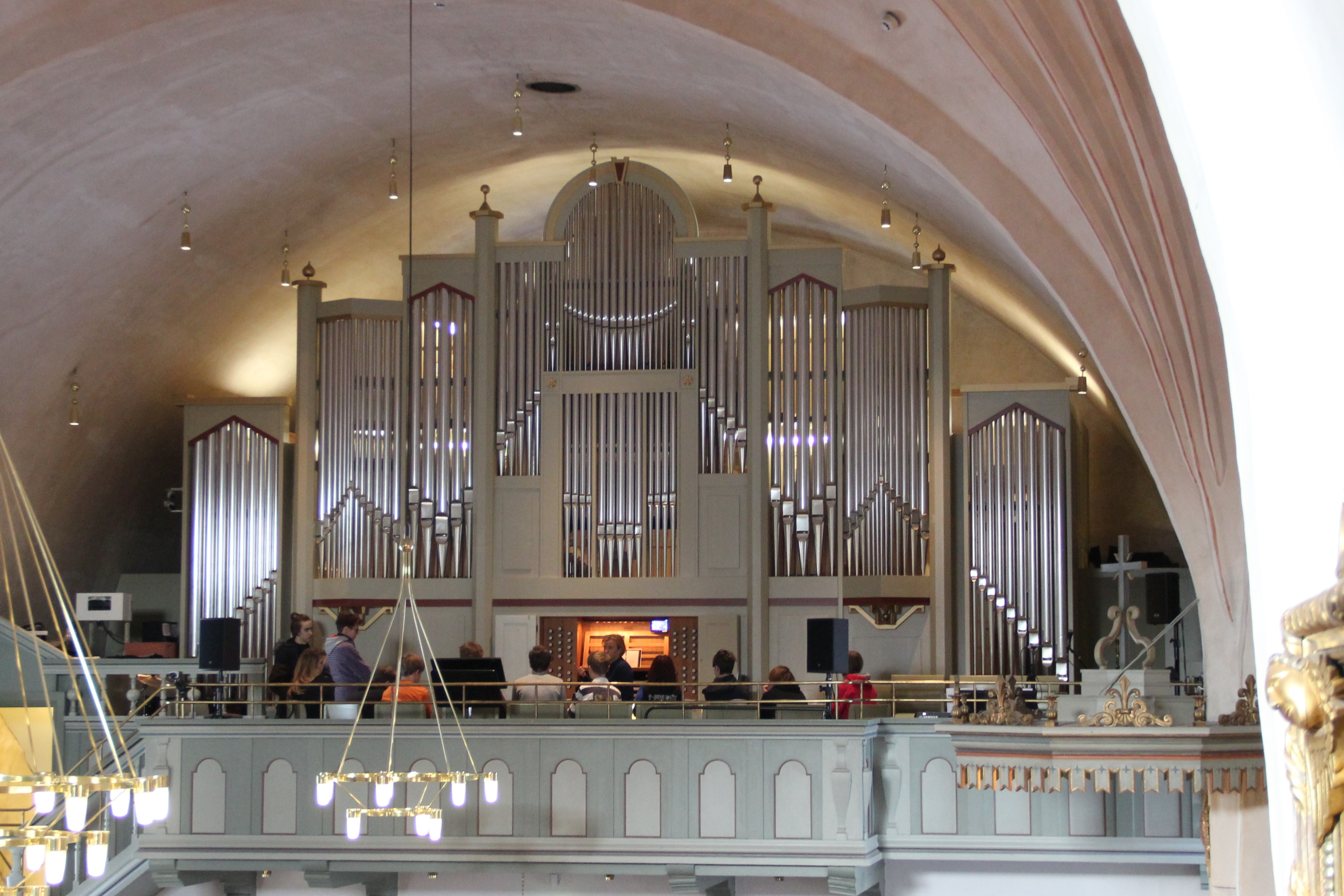
نشیمنگاه
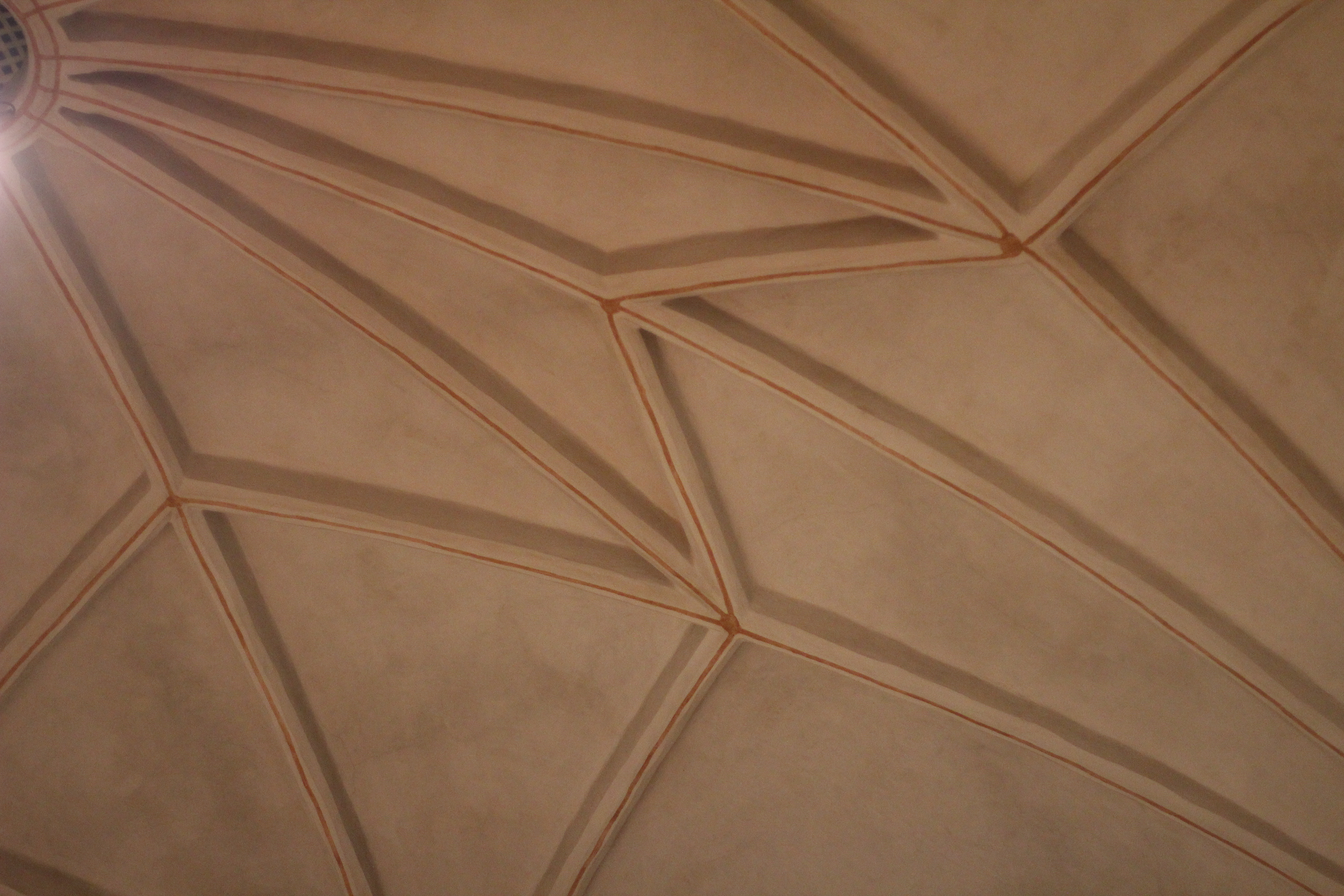
طاق
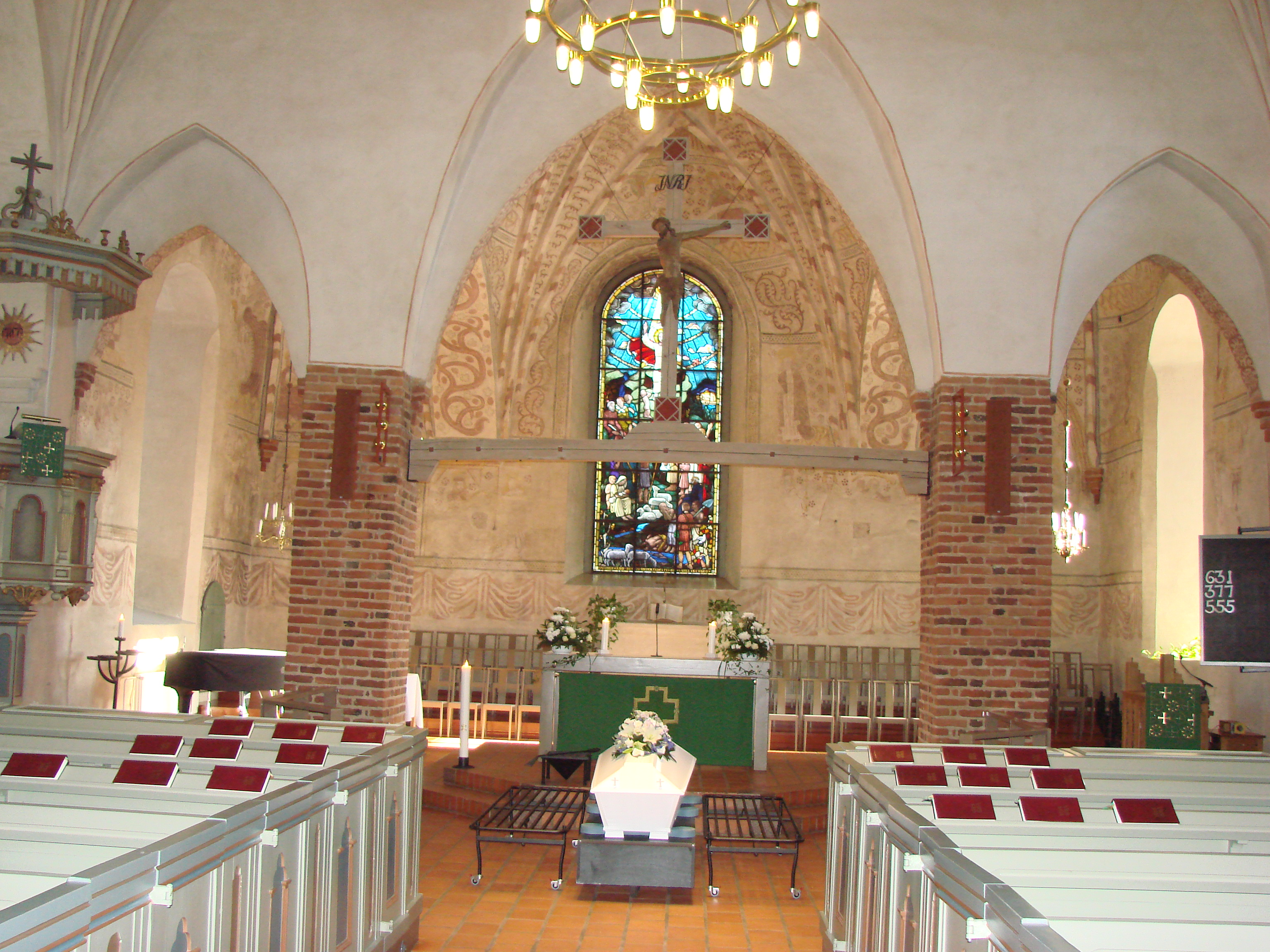
نمای داخلی
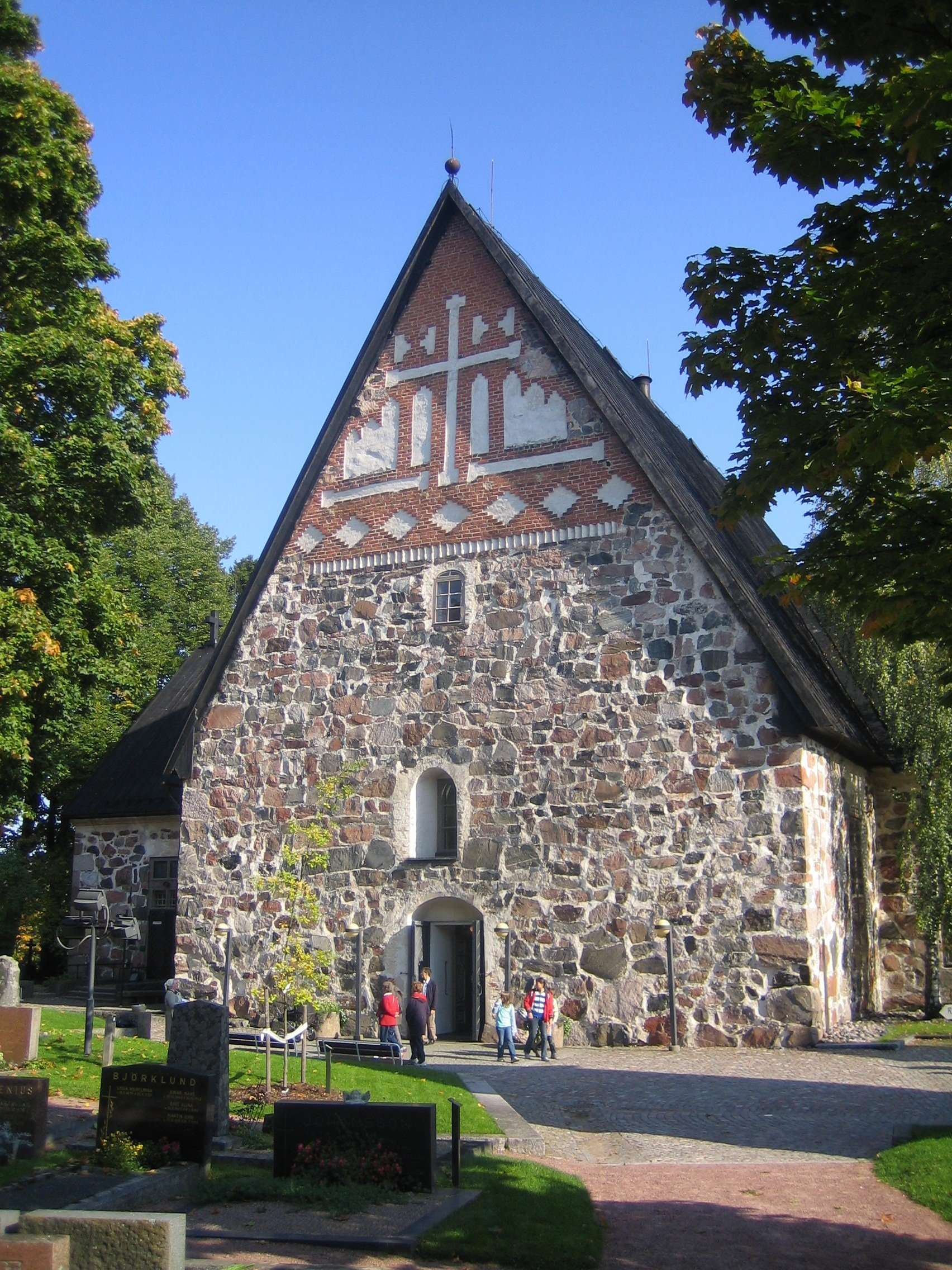
نمای بیرونی